# Bernardino Velázquez de Atienza

Escudo de la Casa de Velázquez de Cuéllar, a la que perteneció Bernardino Velázquez.

Bernardino Velázquez de Atienza (n. Cuéllar, 1569 – Cuéllar, 1622) fue un noble y religioso español destacado por su cargo de capellán mayor de Felipe II, de Felipe III y de Felipe IV. Fue tío de Manuel Velázquez de Atienza, gobernador de Antioquia.

## Biografía
Nacido en la villa segoviana de Cuéllar en el siglo XVI, fue hijo de Juan de Atienza y Velázquez, noble al servicio de Beltrán de la Cueva y Toledo, III duque de Alburquerque en Cuéllar y Alburquerque, y de su mujer Francisca Velázquez de Gijón. 
Licenciado en cánones, fue canónigo de la Abadía de Santa María Real de Párraces, y ocupó el cargo de capellán mayor durante el reinado de Felipe II, de Felipe III y de Felipe IV.